# 合唱航空
合唱航空（Chorus Aviation）是一家加拿大控股公司，旗下公司包括爵士航空、Voyageur Airways、Chorus Aviation Capital。

## 历史
它前身是2006年成立的爵士航空收益基金（Jazz Air Income Fund），2010年改名合唱航空。
2015年，它收购Voyageur Airways。